# Я остаюсь!
«Я остаюсь!» (фр. Je Reste!) — французский художественный фильм.

## Сюжет
Бертран ест только баранину, пьёт только бордо, изменяет жене и обожает только свой велосипед. Талантливый инженер, он поглощён лишь своей карьерой и совсем не интересуется своей женой Мари-Доминик. Мари-До, познакомившись с симпатичным и внимательным сценаристом Антуаном, вступает с ним в связь, и требует у Бертрана развода. Однако муж не намерен освобождать квартиру, доставшуюся ей от родителей, он готов стать соседом женщины, которая его ненавидит. Его упорство вызывает интерес у Антуана, и вскоре он начинает сочувствовать Бертрану. Эта ситуация не устраивает Мари-До, и теперь она знает точно: рано или поздно кому-то из них придётся уйти.

## В ролях
| Актёр             | Роль         |
| ----------------- | ------------ |
| Софи Марсо        | Мари-Доминик |
| Венсан Перес      | Бертран      |
| Шарль Берлен      | Антуан       |
| Саша Альель       |              |
| Колетт Мэр        | Женевьев     |
| Паскаль Робер     |              |
| Жан-Клод де Горос |              |
| Жан Делл          |              |
| Франсуа Перро     |              |

### Съёмочная группа
- Режиссёр: Диана Кюрис
- Сценарий: Флоренс Квентин
- Производство: France 2 Cinema/France 3 Cinema
- Продолжительность: 102 мин.
- Мировая премьера: 1 октября 2003
- Российская премьера: 20 мая 2004